# The Kings' Crusade
The Kings' Crusade (anciennement Lionheart: Kings' Crusade) est un jeu vidéo de rôle et de stratégie en temps réel développé par NeocoreGames et édité par Paradox Interactive, sorti en 2010 sur Windows.

## Accueil
- GameSpot : 7,5/10[1]